# Andrea Zucchi
Andrea Zucchi (* 9. Januar 1679 in Venedig; † 1740 in Dresden) war ein italienischer Maler, Bühnenmaler, Kupferstecher und Radierer.

## Biografie
Andrea Zucchi machte sich als Dekorationsmaler einen Namen und wurde deshalb 1726 nach Dresden berufen, wo er für die Oper arbeitete. 1729 lieferte er eine Sammlung von 13 Kupferstichen, die er nach Zeichnungen anfertigte, die 1719 anlässlich des „Berckwerks- oder Saturnusfestes“ im „Plauischen Grund“ bei Dresden von Fehling geschaffen wurden. Er arbeitete auch für eine Sammlung von Stichen nach den bedeutendsten Gemälden Venedigs. Zu seinen Werken gehören auch eine Folge von 12 Blättern, Trachten der Venezianer darstellend. Eines seiner Hauptblätter ist S. Lorenzo Giustiniani nach Pordenone. Sein Sohn (oder Bruder) und Schüler Francesco war ebenfalls Kupferstecher und arbeitete von Venedig aus für die Dresdner Galerie. Seinen Sohn und Schüler Lorenzo (1704–1779) nahm er mit nach Dresden.